# Consultoría filosófica
La consultoría filosófica, también llamada consejería o asesoramiento, es un movimiento contemporáneo en filosofía práctica. Desarrollado desde 1981, los filósofos especializados en consejería filosófica ofrecen sus servicios de consejería o consultoría filosófica a clientes que buscan una comprensión filosófica de sus vidas, problemas sociales, o incluso problemas mentales. En el último caso, la consejería filosófica es una práctica terapéutica alternativa que puede complementar la psicoterapia. Con frecuencia se ha dicho que el movimiento tiene sus raíces en la tradición socrática, que veía la filosofía como una búsqueda del Bien y de la vida buena. Para Sócrates una vida sin ética, no examinada, no vale la pena ser vivida.

## Historia
Peter Koestenbaum de la Universidad Estatal de San José (California) fue un precursor de la Consejería Filosófica. En su libro The New Image of the Person: The Theory and Practice of Clinical Philosophy (1978) expone las contribuciones esenciales de la filosofía a la consejería. Su propia práctica fue incrementada por programas de formación de profesionales de la salud mental en aplicaciones de principios filosóficos.
La primera asociación de consejería y práctica filosófica es la Sociedad Alemana para la Práctica y Consejería Filosófica, fundada en 1982 por el filósofo alemán, Gerd B. Achenbach. En Estados Unidos, la asociación más antigua de consejería y práctica filosófica es la Asociación Nacional de Consejería Filosófica (NPCA), formalmente llamada Asociación Americana de Filosofía, Consejería y Psicoterapia, que fue cofundada en 1992 por tres filósofos norteamericanos: Elliot D. Cohen, Paul Sharkey y Thomas Magnell. Esta asociación ofrece un certificado en Terapia Basada en Lógica (LBT) a través del Instituto de Pensamiento Crítico.
La Asociación Americana de Practicantes Filosóficos (APPA) fue fundada en 1998 en Nueva York por el profesor Lou Marinoff. Esta asociación ofrece un programa de capacitación en consejería filosófica para aquellos filósofos que desean ejercer la práctica de la consejería filosófica. Publica también una revista profesional y tiene en su sitio web una lista de miembros certificados como consejeros filosóficos.
Actualmente en el mundo hay un número considerable de asociaciones profesionales de consejería filosófica, incluyendo:
- Alemania
- Australia
- Austria
- Bélgica
- Brasil
- Canadá
- Corea
- Dinamarca
- España
- Estados Unidos
- Finlandia
- Francia
- Gran Bretaña
- Grecia
- Holanda
- Israel
- Italia
- Japón
- Luxemburgo
- Noruega
- Portugal
- Sudáfrica
- Turquía
- Suiza

## Objetivos y métodos
Según el Preámbulo de las normas de práctica de la NPCA,
un consejero filosófico ayuda a sus clientes a clarificar, articular, explorar y comprender aspectos filosóficos de sus sistemas de creencias o visiones del mundo. Los clientes pueden solicitar asesoramiento en la exploración de problemas filosóficos relacionados con temas tales como una crisis de la mitad de la vida, un cambio de carrera, el estrés, las emociones, la asertividad, la muerte, la temporalidad, el sentido de la vida y la moralidad. 
Las actividades propias de la práctica filosófica incluye:
1. el examen de los argumentos y justificaciones de los clientes
2. la clarificación, análisis y definición de términos y conceptos importantes
3. la exposición y examen de presupuestos e implicaciones lógicas
4. la exposición de conflictos e inconsistencias
5. la exploración de teorías filosóficas tradicionales y su importancia para los asuntos del clientes
6. cualquier otra actividad que haya sido históricamente identificada como filosófica.[5]

Los métodos y orientaciones de los consultores filosóficos varían considerablemente. Algunos profesionales, como Gerd B. Achenbach (Alemania), Michel Weber (Bélgica) y Shlomit Schuster (Israel) están dedicados a una perspectiva dialógica y dialéctica. Sostienen que la consultoría filosófica tiene el objetivo de potenciar las habilidades filosóficas del cliente, que adicionalmente puede tener implicaciones terapéuticas. Otros profesionales como José Barrientos-Rastrojo, profesor de la Universidad de Sevilla, han desarrollado un abordaje en que unen a la Consultoría Filosófica el desarrollo de experiencias de vida, creando la Filosofía Aplicada Experiencial. Algunos profesionales de la filosofía práctica, especialmente Louis Marinoff (EE. UU.), ven la práctica filosófica como una área separada distinta de las prácticas en salud mental como la psicología; mientras otros, especialmente Elliot D. Cohen (EE. UU.), piensan que están necesariamente entrelazadas. Algunos consejeros filosóficos encuentran inspiración del movimiento antipsiquiatría, argumentando que los criterios diagnósticos de salud mental, generalizados como se indica en el DSM, patologizan injustamente.